# World of Warcraft: Classic
World of Warcraft: Classic is een opnieuw uitgebrachte versie van de MMORPG World of Warcraft waarin het spel gespeeld kan worden in de staat waarin het verkeerde voor er uitbreidingen voor het spel uitkwamen. World of Warcraft: Classic werd aangekondigd door gameproducent Blizzard Entertainment in 2017 en is uitgebracht op 26 augustus 2019.

## Het spel
Classic laat spelers World of Warcraft beleven zoals het was in versie 1.12, oorspronkelijk uitgebracht in september 2006. Deze versie dateert van voor het uitbrengen van The Burning Crusade, de eerste uitbreidingspakket van World of Warcraft.  Dit betekent dat in Classic vrijwel alle veranderingen en toevoegingen afwezig zijn die later dan 1.12 zijn uitgebracht. Slechts enkele aanpassingen in de gebruikersomgeving en enkele andere functionele aanpassingen zijn gedaan om het spel beter speelbaar te maken.
Het hoogst haalbare level is teruggebracht naar 60. Spelers kunnen kiezen uit de acht oorspronkelijke rassen (human, nightelf, dwarf, gnome, orc, undead, tauren en troll) en negen oorspronkelijke klassen (druid, paladin, priest, warlock, mage, warrior, hunter, shaman en rogue). Shamans en paladins zijn alleen speelbaar door respectievelijk de horde- en alliancefactie. De continenten Kalimdor en Eastern Kingdoms zijn toegankelijk, later toegevoegde gebieden als Outland of Pandaria niet. De endgame content, ofwel de delen van het spel waarvoor een speler level 60 moet zijn zoals raids en battlegrounds, worden net als ten tijde van het uitbrengen van het originele spel in fases toegevoegd.
Classic is gratis te spelen voor spelers met een actieve account van de moderne versie van World of Warcraft. Nieuwe spelers krijgen, na het aanmaken van een account, tegen betaling toegang tot zowel de Classic-versie als de moderne versie van het spel.

## Ontwikkeling en uitgave
Sinds het uitbrengen van de uitbreidingen werd in de spelersgemeenschap van World of Warcraft de wens geuit om oudere versies van het spel te kunnen spelen, met name de eerste versie van het spel (ook wel vanilla genoemd). Men betreurde het verloren gaan van items en gebieden als gevolg van de veranderingen die de uitbreidingen in het spel brachten. Ook was er kritiek op het toevoegen van tools zoals de group finder en de quest tracker, waardoor het spelen van het spel voor individuele spelers weliswaar toegankelijker werd maar men minder afhankelijk werd van het samenwerken met andere spelers en het volgen van opdrachten. Men ervoer het spel daardoor als te makkelijk, en vond dat het sociale aspect en de verhaallijn hierdoor te veel op de achtergrond verdwenen.
Producent Blizzard reageerde aanvankelijk kritisch, redenerend dat een voorkeur voor oudere versies van spellen vooral gebaseerd is op nostalgie. Spelers zouden in de praktijk de oude versie maar kort spelen en daarna weer overschakelen naar de moderne, verbeterde versie. Dit zou volgens Blizzard betekenen dat, met de beschikbare technologie op dat moment, er veel geïnvesteerd zou moeten worden om twee versies van het spel draaiend te houden zonder dat er veel gebruik van gemaakt werd. In de praktijk werden oudere en aangepaste versies van het spel wel degelijk gespeeld op privéservers. Deze illegale servers waren niet in beheer van Blizzard en het gebruikmaken ervan werd ontmoedigd en zelfs juridisch aangevochten.
Blizzard was zich echter wel bewust van de wensen van de spelersgemeenschap en bleef mogelijkheden zoeken om vanilla opnieuw speelbaar te maken. World of Warcraft: Classic werd uiteindelijk aangekondigd op Blizzcon 2017. In latere publicaties en interviews werd bekend gemaakt hoe Blizzard Classic ontwikkelde door versie 1.12 van World of Warcraft te gebruiken. Deze versie werd nagebouwd op dezelfde engine als het moderne spel, daarmee onderhoud en ontwikkeling vereenvoudigend. Het spel kwam wereldwijd uit op 26 augustus 2019. Door grote aantallen geïnteresseerden die gelijktijdig probeerden te spelen ontstonden wachtrijen, zowel op de loginservers als in het spel zelf.

## Ontvangst en kritiek
Classic werd ontvangen met positieve reviews, die oordelen dat het spel doet waar de spelers om gevraagd hadden. Het oogt en speelt zoals het originele vanilla maar is stabieler vanwege de moderne engine, heeft een hogere moeilijkheidsgraad dan het moderne spel en vraagt meer om samenwerking met andere spelers. Als kritiekpunt wordt genoemd de benodigde tijdsinvestering die het vraagt om alle delen van het spel te kunnen zien. Ook werden in de periode vlak na het uitbrengen van het spel de lange wachttijden en de drukte op de servers bekritiseerd. Deze problemen werden echter snel opgelost.